# Maria Polyzou
Maria Polyzou (griechisch Μαρία Πολύζου, * 10. November 1968 in Patras) ist eine griechische Leichtathletin und nationale Rekordhalterin im Marathonlauf der Frauen für Griechenland.
Polyzous größter Erfolg war die Teilnahme an den Olympischen Sommerspielen 1996 in Atlanta mit der griechischen Olympiamannschaft. Den olympischen Marathonlauf startete sie am 28. Juli 1996 und erreichte nach einer Laufzeit von 2:41:33 h das Ziel im Olympiastadion von Atlanta und dem 42. Platz in diesem Lauf. Sie qualifizierte sich für die Olympischen Sommerspiele 1996 durch einen erfolgreich durchgeführten Marathonlauf in Turin am 12. April 1996, bei dem sie eine Laufzeit von 2:33:43 h erreichte. Diese Laufzeit stellte zu diesem Zeitpunkt den neuen nationalen Rekord im Marathonlauf der Frauen für ihr Heimatland Griechenland dar.
Im Jahr 1997 nahm sie in Athen an den Leichtathletik-Weltmeisterschaften im Marathonlauf teil und erzielte den zwölften Platz in einer Laufzeit von 2:39:10 h. Die Verbesserung des nationalen Rekordes im Marathonlauf der Frauen für Griechenland gelang ihr bei den Leichtathletik-Europameisterschaften im Budapester Népstadion am 23. August 1998 in der noch heute bestehenden Rekordzeit von 2:33:40 h.
Im folgenden Jahr 1999 war sie Teilnehmerin bei den Leichtathletik-Weltmeisterschaften in Sevilla. Ihren Marathonlauf konnte sie jedoch nicht beenden und schied vorzeitig aus dem Finallauf aus. Im Jahr 2020 startete Maria Polyzou in keinem offiziell durchgeführtem Marathonlauf, ihr gelang jedoch bei der Hechtel Night of Athletics am 5. August 2000 eine persönliche Bestzeit im 10.000-Meter-Lauf mit einer Laufzeit von 34:28,72 min. Anschließend legte sie eine Wettkampfpause bis zum Jahr 2003 ein und erreichte am 13. April des gleichen Jahres einen fünften Platz beim Turin Marathon mit einer Laufzeit von 2:45:00 h.
Den letzten offiziellen Wettkampf als professionelle Leichtathletin absolvierte sie wenig später mit dem Halbmarathon in Gavà am 15. Februar 2004 mit einer Laufzeit von 1:19:33 h und dem Erreichen des vierten Platzes.
Maria Polyzou ist 1,64 m groß und wog als Leichtathletin 54 kg.

## Persönliche Bestzeiten
- 1500 m: 4:30,96 min, 19. Juli 1998, Athen
- 5000 m: 16:14,70 min, 1. Juli 2000, Kavala
- 10.000 m: 34:28,72 min, 5. August 2000, Hechtel
- Halbmarathon: 1:13:11 h, 7. Juni 1998 Enschede
- Marathon: 2:33:40 h, 23. August 1998 Budapest